# سعيد جامع قورشيل
سعيد جامع محمد قورشيل (بالصومالية: Siciid Jaamac Qoorshel)‏ سياسي صومالي، شغل سابقا منصب وزير النقل الجوي والبري في الصومال، ويشغل حاليا منصب وزير الصحة في حكومة ولاية بونتلاند.

## خلفية تاريخية
ينحدر قورشيل من محافظة سناج شمال الصومال، وهو نجل اللواء جامع علي قورشيل نائب الرئيس الصومالي السابق في جمهورية الصومال الديمقراطية، وينحدر من عشيرة ورسنجلي من قبيلة دارود.

## حياته المهنية

### وزير النقل في الحكومة الفيدرالية

#### التعيين
في 17 يناير 2014، عُيِّن سعيد قورشيل وزيرًا للنقل الجوي والبري في حكومة رئيس وزراء الصومال عبد الولي شيخ أحمد.

#### اتفاقيات التعاون بين الصومال وإثيوبيا
في فبراير 2014، كان قورشيل جزءًا من وفد الحكومة الصومالية في أديس أبابا بقيادة رئيس الوزراء عبد الولي شيخ أحمد، حيث التقى المسؤولون الزائرون رئيس الوزراء الإثيوبي هايلي مريام ديسالين لمناقشة تعزيز العلاقات الثنائية بين الصومال وإثيوبيا، واختتم الاجتماع بمذكرة تفاهم ثلاثية اتُفق فيها على تعزيز الشراكة والتعاون بين الجانبين، بما في ذلك اتفاقية تعاون وقعها وزير النقل الصومالي قورشيل ووزير النقل الإثيوبي ورقنيه جيبيهو حول شؤون الطيران، واتفاقية ثانية لتطوير قوة الشرطة، واتفاقية ثالثة حول قطاع المعلومات.

#### أكاديمية تدريب الطيران
في أبريل 2014 شارك وزير النقل قورشيل ونائبه في حفل وضع حجر الأساس لأكاديمية وطنية جديدة لتدريب الطيران في مطار آدم عدي الدولي في العاصمة الصومالية مقديشو، وحضر المناسبة رئيس الوزراء عبد الولي شيخ أحمد ووزير المالية حسين عبدي حلني [الإنجليزية] والسفير التركي لدى الصومال ومدير عام المطار، وأشار رئيس الوزراء عبد الولي إلى أن الأكاديمية الجديدة ستعمل على تعزيز قدرة موظفي الطيران العاملين في مطارات الصومال.

#### معهد الأرصاد الجوية
في أبريل 2014 شارك وزير النقل قورشيل في مناسبة وضع حجر الأساس لإعادة إنشاء مدرسة الأرصاد الجوية في مقديشو، والتي كانت قد أغلقت أبوابها في أوائل التسعينيات، خلال الحرب الأهلية، وحضر المناسبة رئيس الوزراء عبد الولي شيخ أحمد والسفير التركي لدى الصومال.

#### هيئة الطيران المدني الصومالية
في يونيو 2014، أعلن وزير النقل الجوي والطيران المدني سعيد قورشيل أن قرار نقل إدارة المجال الجوي الصومالي إلى الحكومة الفيدرالية قد اتُّخذ، وذلك عقب اجتماع بينه وبين ممثلي منظمة الطيران المدني الدولي (إيكاو) في مونتريال الكندية، وأشار قورشيل إلى أن المسؤولين قد وافقوا على نقل جميع المعدات اللازمة إلى مركز إدارة الفضاء الجوي الجديد في العاصمة الصومالية مقديشو، بعد أن كانت منظمة إيكاو تديرها قبل ذلك نيابة عن هيئة الطيران المدني الصومالية (SOMCAA)، وإضافة إلى ذلك، ذكر قورشيل أن مرحلة التخطيط لعملية النقل ستنتهي قريبًا، وسيتولى الفنيون الصوماليون المدربون بعد ذلك مهام الطيران في العاصمة العاصمة الصومالية. مضيفا أن الحكومة استوردت معدات طيران حديثة من إيطاليا، وأن تكنولوجيا إضافية حديثة ستُسلّم لمطار آدم عدي الدولي في مقديشو.
في 17 ديسمبر 2014 أعلن قورشيل أن الحكومة الفيدرالية الصومالية استعادت السيطرة على مجالها الجوي بعد التوصل إلى اتفاق مع منظمة الطيران المدني الدولي (إيكاو). وأشار إلى أن المجال الجوي الصومالي سيُدار من العاصمة مقديشو، وسيُدرب متخصصون إضافيون لهذا الغرض.

#### إصلاح النقل الجوي
في نوفمبر 2014، التقى قورشيل وزير النقل والبنية التحتية الكيني مايكل كاماو [الإنجليزية] في نيروبي لمناقشة التعاون الثنائي في قطاع النقل، وناقش الطرفان إطلاق رحلات جوية مباشرة من مقديشو إلى نيروبي، دون توقف في مطار وجير، كما اتفق الوزيران على تشكيل لجنة مشتركة للتحقيق في مزاعم الابتزاز من قبل المسؤولين في المنشأة.

#### ميناء مقديشو
في نوفمبر 2014 أطلق قورشيل مبادرة جديدة لإصلاح النقل في ميناء مقديشو، والتقى الوزير مسؤولي اتحاد النقل المحلي لمناقشة سبل تحسين تنفيذ النظام الجديد وضمان شفافيته ومساءلته وتقييم مخاوفهم واهتمامات أصحاب البضائع المنقولة الذين يمثلونهم، وبحسب الوزير فإن الهدف النهائي للمشروع هو إنشاء نظام نقل عادل، كما شدد على أنه يجب على أصحاب وسائل النقل التأكد من أن مركباتهم في حالة جيدة.

#### نهاية فترته
في 27 يناير 2015، انتهت فترة ولاية سعيد قورشيل وزيرا للنقل الجوي والبري في الصومال، بعد تشكيل حكومة جديدة من قبل رئيس الوزراء عمر عبد الرشيد علي شارماركي، وخلفه في المنصب علي أحمد جامع جنجلي.

### وزير الصحة في بونتلاند
عين رئيس حكومة بونتلاند سعيد عبد الله دني سعيد قورشيل وزيرا للصحة في 29 فبراير 2024.